# 146 av. J.-C.
Cette page concerne l'année 146 av. J.-C. du calendrier julien proleptique.

## Événements
- 8 décembre 147 av. J.-C. (1er janvier 608 du calendrier romain) : début à Rome du consulat de Cnaeus Cornelius Lentulus et Lucius Mummius Achaicus[1].
- Mars ou avril : assaut final sur Carthage. Scipion Émilien rase Carthage après trois ans de siège[2].
  - Fin de la Troisième et dernière Guerre punique. Création de la province d’Afrique limitée à la Fossa regia, avec Utique comme capitale[3].

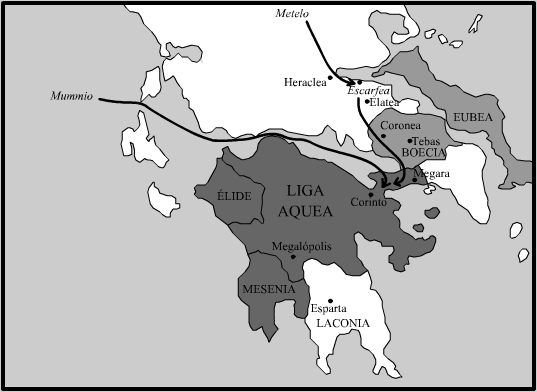
La guerre d'Achaïe en 146 av. J.-C.

- Printemps : la Ligue achéenne réunie à Corinthe refuse de se soumettre aux décisions du Sénat romain de 147 av. J.-C. et déclare la guerre à Sparte ; les Romains déclarent la guerre à la Ligue (guerre d'Achaïe). Metellus, alors en Macédoine, marche vers la Grèce et essaye de négocier la paix avant l'arrivée du consul Mummius. Les négociations échouent, et Metellus vainc la Ligue achéenne à la bataille de Scarphée, en Locride, où Critolaos est tué[4].

- Été : la Grèce centrale perdue, la Ligue achéenne se réfugie dans le Péloponnèse. Diaios, nommé stratège, en recourant aux mesures extrêmes et à un véritable régime de terreur, réunit une nouvelle armée et ferme l’isthme de Corinthe[5].

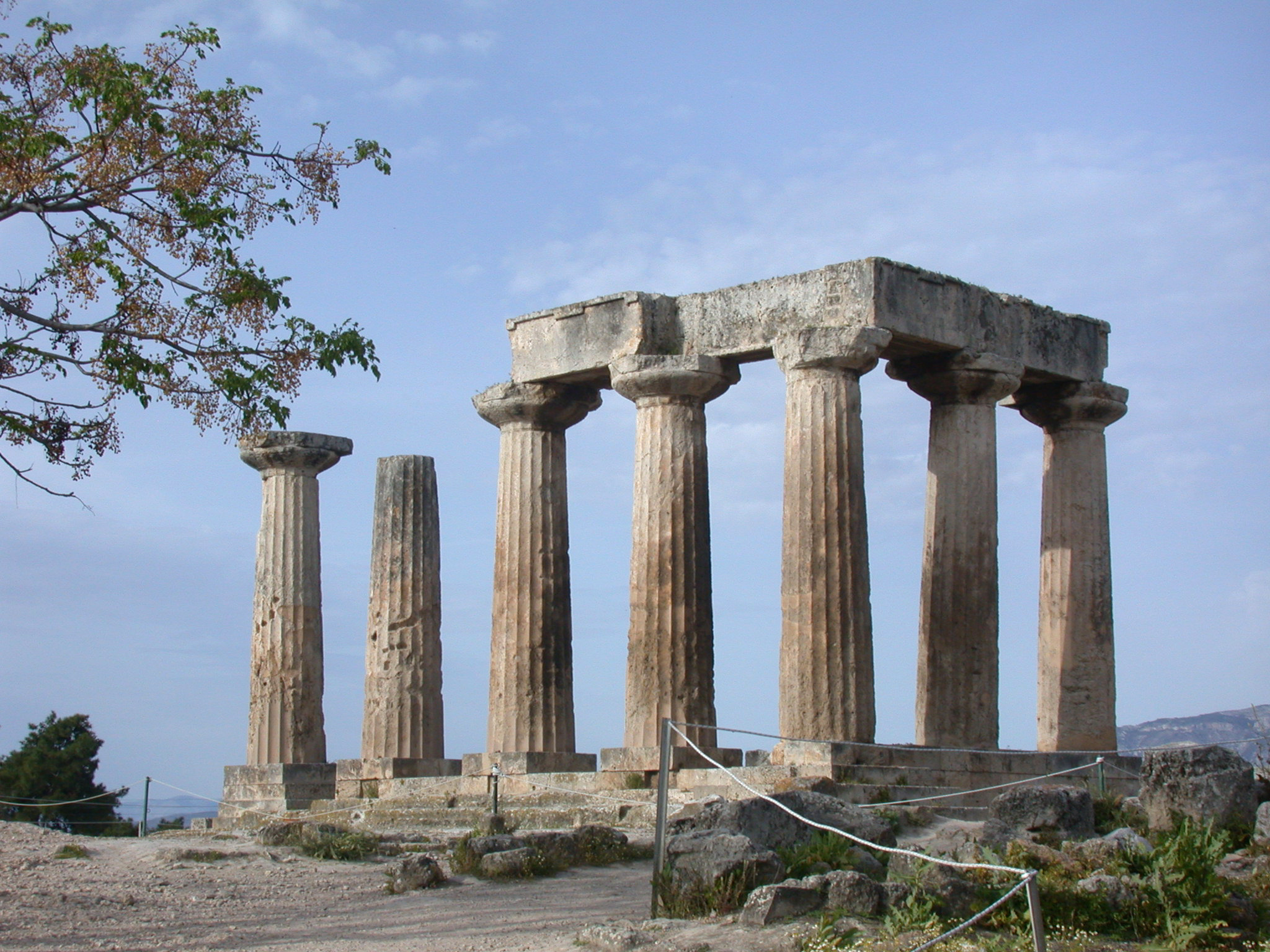
Ruines de Corinthe

- Septembre : défaite de la Ligue achéenne contre Rome (L. Mummius, successeur de Metellus) à la bataille de Corinthe, qui est mise à sac et détruite selon les ordres du Sénat[6]. La Ligue achéenne est dissoute et partout l’aristocratie est installée au pouvoir. À l’exception de Sparte, Athènes, Delphes et d'autres cités, qui obtiennent le statut de fédérées, toutes les cités grecques doivent payer tribut ; la Béotie est annexée à l'ager publicus[7]. La Grèce est soumise au proconsul de Macédoine jusqu’en 27 av. J.-C. où elle devient la province d’Achaïe.
- Automne[1] : le Sénat romain envoie en Achaïe et en Afrique des commissions pour régler le sort de ces provinces et décider du statut des terres nouvellement acquises à l’ager publicus[8].

- Guerre lusitanienne : Viriathe attaque la Carpétanie. Le préteur d'Hispanie Caius Plautius, à la tête de dix mille hommes d'infanterie et treize cents chevaux, est battu à son tour ; les Lusitaniens feignent une nouvelle fois la fuite, et Plautius envoie quatre mille hommes à leur poursuite. Viriathe fait volte-face et taille en pièces ses poursuivants. Il prend position dans la région de la montagne de Vénus, plantée d’oliviers, peut-être la Sierra de San Vicente, près de Tolède ; Plautius le rattrape mais est de nouveau battu et se réfugie vers le sud pour prendre ses quartiers d’hiver en plein été. Viriathe s’empare de Segóbriga par ruse, simulant un siège puis se retirant avant d'attaquer les habitants soulagés. Il bat la même année le gouverneur d'Hispanie citérieure, Claudius Unimanus, puis l'année suivante son successeur C. Nigidius[9].
- Reconstruction des temples de Jupiter Stator et de Junon Regina édifiés sur le Champ de Mars pour Quintus Caecilius Metellus Macedonicus par l’architecte grec de Salamine de Chypre Hermodoros (premiers temples de marbre connus à Rome)[10].
- Unification du royaume maurétanien[11].

## Décès
- Critolaos, stratège de la Ligue achéenne.
- Andriskos, roi de Macédoine usurpateur.